# ラジオよしもと すこぶる元気!
ラジオよしもと すこぶる元気! （-げんき）はラジオ大阪で毎週金曜日夕方に放送していた吉本興業との共同制作のラジオ番組。2008年7月4日放送開始。
平日の朝に放送されていたラジオよしもと むっちゃ元気スーパー!とは姉妹番組にあたる、同番組終了に伴い2013年3月末をもって終了。

## 放送日・時間
- 17:15〜20:26　毎週金曜日
  - 2008年・平成20年 7月4日〜3月27日　
  - 2009年以降、ナイターオフシーズンの放送になる。
- 17:15〜20:00  毎週金曜日
  - ナイターシーズンの放送になる。

## レギュラー出演者
- 大木こだま（大木こだま・ひびき）
- 和泉修（ケツカッチン）
- パンチみつお
- 吉岡久美子　(4代目「すこぶる元気娘」・2012年5月4日-2013年3月29日)
- おおきはんすけ

## 月1ゲスト
- まるむし商店東村
- 桂三若
- しましまんず池山心
- しましまんず藤井輝雄　2009年10月-

## 過去の出演者・ゲスト
- 稲垣早希(桜)

2009年6月5日。小寺理花が欠席のための代役。
- 坂田利夫

2009年6月12日。大木こだまがすこぶる元気の裏番組にあたる日本テレビ系のテレビ番組「サプライズ」の生放送に出演による欠席のための代役。
- 赤井英和

2009年7月31日。発売曲の宣伝をかねてバンドメンバーとともに出演。
- 小寺理花

初代「すこぶる元気娘」。放送開始-2009年7月31日。芸能界自体をいったん辞めるため。
- HIROKA（現・森碕ひろか）

2代目「すこぶる元気娘」。2009年8月7日-2010年8月27日
- 村山真梨（現・鈴井りま）

3代目「すこぶる元気娘」。2010年9月3日-2012年4月27日
- 大木ひびき

月1ゲスト。放送開始-2009年9月。

## コーナー
- 18:20以降　大木こだまのおやじ観察日記
- 19:00　産経新聞ニュース・天気予報
- 19:20以降
  - パンチみつおの気になる一曲
  - 和泉修の健康アカデミー
  - おおきはんすけの一分間劇場

## 箱番組
- 17:30〜17:40　どうですか歌謡曲　(ニッポン放送製作)
- 17:40〜17:45　ラジナビ・パーソナリティー(以下Pと表す) 水野潤子
- 18:30〜19:00　ミュージックギフト〜音楽・地球号
  - 文化放送制作。ナイターオフの期間のみ。ナイター期は日曜日の週1回放送（日曜17:00～17:30。ナイターオフは「小堺一機と渡辺美里のスーパーオフショット」(LF)を放送）となる。

ミュージックギフトは真由のミュージックコンテナでも同じ時間帯で放送となる。(ただしラジオ大阪自体はナイター編成期においてもナイター中継を行っていない。)
- 19:05〜19:20　ラブラジオ・P.岡野たかこ